# Boeckella saycei
Boeckella saycei is een eenoogkreeftjessoort uit de familie van de Centropagidae. De wetenschappelijke naam van de soort is voor het eerst geldig gepubliceerd in 1908 door Sars G.O..